# Romerska köket
Romerska riket hade en rik tradition av mat och dryck, som till viss del överlevt i många moderna kök vid Medelhavet såsom franska köket och italienska köket. En inspirationskälla var det antika grekiska köket.
Frukosten på morgonen kallades ientaculum. Dagens huvudmål, cena, serverades vid kvällen. En viktig stapelföda var bröd på emmervete. Olivolja var det viktigaste matfettet i medelhavsprovinserna, men i de nordliga områdena var animaliska fetter vanliga. Den mest ansedda drycken var vin.
Det romerska köket anses vara ett av världens tre "moderkök" eller haute cuisine vid sidan av det iranska köket och det kinesiska köket. 